# FA Premier League 2016-17
La Premier League 2016–17 va ser la 25a edició de la Premier League, la principal lliga de futbol professional organitzada per clubs de futbol a Anglaterra. El calendari es va anunciar el 15 de juny de 2016. La competició va començar el 13 d'agost de 2016 i acabará el 21 de maig de 2017.
En l'última jornada de competició, el Leicester City va guanyar la Prmier League. Burnley, Middlesbrough, i Hull City van ser promoguts des del Football League Championship. Després de l'última temporada, Newcastle United, Norwich City, i Aston Villa va ser relegats.
Chelsea FC va guanyar la competició, el seu cinquè títol de la Premier League i el seu sisè títol en el futbol anglès.

## Equips
| Equip                | Ubicació       | Entrenador              | Capità           | Estadi             | Capacitat |
| -------------------- | -------------- | ----------------------- | ---------------- | ------------------ | --------- |
| AFC Bournemouth      | Bournemouth    | Eddie Howe              | Simon Francis    | Dean Court         | 11.464    |
| Arsenal FC           | Londres        | Arsène Wenger           | Per Mertesacker  | Emirates Stadium   | 60.432    |
| Burnley              | Burnley        | Sean Dyche              | Tom Heaton       | Turf Moor          | 22.546    |
| Chelsea FC           | Londres        | Antonio Conte           | John Terry       | Stamford Bridge    | 41.623    |
| Crystal Palace       | Londres        | Sam Allardyce           | Scott Dann       | Selhurst Park      | 26.309    |
| Everton              | Liverpool      | Ronald Koeman           | Phil Jagielka    | Goodison Park      | 40.569    |
| Hull City            | Hull           | Marco Silva             | Michael Dawson   | KCOM Stadium       | 25.404    |
| Leicester City       | Leicester      | Claudio Ranieri         | Wes Morgan       | King Power Stadium | 32.500    |
| Liverpool            | Liverpool      | Jürgen Klopp            | Jordan Henderson | Anfield            | 54.167    |
| Manchester City      | Manchester     | Pep Guardiola           | Vincent Kompany  | Etihad Stadium     | 55.097    |
| Manchester United    | Manchester     | José Mourinho           | Wayne Rooney     | Old Trafford       | 76.100    |
| Middlesbrough        | Middlesbrough  | Aitor Karanka de la Hoz | Grant Leadbitter | Riverside Stadium  | 35.100    |
| Southampton FC       | Southampton    | Claude Puel             | José Fonte       | St Mary's Stadium  | 32.689    |
| Stoke City           | Stoke-on-Trent | Mark Hughes             | Ryan Shawcross   | Bet365 Stadium     | 28.383    |
| Sunderland           | Sunderland     | David Moyes             | John O'Shea      | Stadium of Light   | 49.000    |
| Swansea City         | Swansea        | Paul Clement            | Leon Britton     | Liberty Stadium    | 20.972    |
| Tottenham Hotspur FC | Londres        | Mauricio Pochettino     | Hugo Lloris      | White Hart Lane    | 36.274    |
| Watford              | Watford        | Walter Mazzarri         | Troy Deeney      | Vicarage Road      | 21.977    |
| West Bromwich Albion | West Bromwich  | Tony Pulis              | Darren Fletcher  | The Hawthorns      | 26.500    |
| West Ham United      | Londres        | Slaven Bilić            | Mark Noble       | Olympic Stadium    | 60.010    |

## Resultats
| Pos | Equip                   | PJ | PG | PE | PP | GF | GC | DG  | Pts | Classificació o descens                                                |
| --- | ----------------------- | -- | -- | -- | -- | -- | -- | --- | --- | ---------------------------------------------------------------------- |
| 1   | Chelsea FC (C)          | 38 | 30 | 3  | 5  | 85 | 33 | +52 | 93  | Classificació per la Fase de Grups de la Lliga de Campions             |
| 2   | Tottenham Hotspur FC    | 38 | 26 | 8  | 4  | 86 | 26 | +60 | 86  | Classificació per la Fase de Grups de la Lliga de Campions             |
| 3   | Manchester City FC      | 38 | 23 | 9  | 6  | 80 | 39 | +41 | 78  | Classificació per la Fase de Grups de la Lliga de Campions             |
| 4   | Liverpool FC            | 38 | 22 | 10 | 6  | 78 | 42 | +36 | 76  | Classificació pels Vuitens de final de la Lliga Europa                 |
| 5   | Arsenal FC              | 38 | 23 | 6  | 9  | 77 | 44 | +33 | 75  | Classificació per la Fase de Grups de la Lliga Europa                  |
| 6   | Manchester United FC    | 38 | 18 | 15 | 5  | 54 | 29 | +25 | 69  | Classificació per la Fase de Grups de la Lliga de Campions             |
| 7   | Everton FC              | 38 | 17 | 10 | 11 | 62 | 44 | +18 | 61  | Classificació per la Tercera ronda de classificació de la Lliga Europa |
| 8   | Southampton FC          | 38 | 12 | 10 | 16 | 41 | 48 | −7  | 46  |                                                                        |
| 9   | AFC Bournemouth         | 38 | 12 | 10 | 16 | 55 | 67 | −12 | 46  |                                                                        |
| 10  | West Bromwich Albion FC | 38 | 12 | 9  | 17 | 43 | 51 | −8  | 45  |                                                                        |
| 11  | West Ham United FC      | 38 | 12 | 9  | 17 | 47 | 64 | −17 | 45  |                                                                        |
| 12  | Leicester City FC       | 38 | 12 | 8  | 18 | 48 | 63 | −15 | 44  |                                                                        |
| 13  | Stoke City FC           | 38 | 11 | 11 | 16 | 41 | 56 | −15 | 44  |                                                                        |
| 14  | Crystal Palace FC       | 38 | 12 | 5  | 21 | 50 | 63 | −13 | 41  |                                                                        |
| 15  | Swansea City AFC        | 38 | 12 | 5  | 21 | 45 | 70 | −25 | 41  |                                                                        |
| 16  | Burnley FC              | 38 | 11 | 7  | 20 | 39 | 55 | −16 | 40  |                                                                        |
| 17  | Watford FC              | 38 | 11 | 7  | 20 | 40 | 68 | −28 | 40  |                                                                        |
| 18  | Hull City AFC (R)       | 38 | 9  | 7  | 22 | 37 | 80 | −43 | 34  | Descens al Football League Championship                                |
| 19  | Middlesbrough FC (R)    | 38 | 5  | 13 | 20 | 27 | 53 | −26 | 28  | Descens al Football League Championship                                |
| 20  | Sunderland AFC (R)      | 38 | 6  | 6  | 26 | 29 | 69 | −40 | 24  | Descens al Football League Championship                                |

## Estadístiques

### Golejadors
A Partits jugats a data 21 de maig de 2017
| Ranquing | Jugador            | Equip             | Gols |
| -------- | ------------------ | ----------------- | ---- |
| 1        | Harry Kane         | Tottenham Hotspur | 29   |
| 2        | Romelu Lukaku      | Everton           | 25   |
| 3        | Alexis Sánchez     | Arsenal           | 24   |
| 4        | Sergio Agüero      | Manchester City   | 17   |
| 4        | Diego Costa        | Chelsea           | 17   |
| 6        | Dele Alli          | Tottenham Hotspur | 18   |
| 7        | Zlatan Ibrahimović | Manchester United | 17   |
| 8        | Eden Hazard        | Chelsea           | 16   |
| 8        | Joshua King        | Bournemouth       | 16   |
| 10       | Christian Benteke  | Crystal Palace    | 15   |
| 10       | Jermain Defoe      | Sunderland        | 15   |
| 10       | Fernando Llorente  | Swansea City      | 15   |

### Tanca Invicta
A 21 de maig de 2017
| Posició | Jugador          | Club              | Tancas Invictas |
| ------- | ---------------- | ----------------- | --------------- |
| 1       | Thibaut Courtois | Chelsea           | 16              |
| 2       | Hugo Lloris      | Tottenham Hotspur | 15              |
| 3       | David de Gea     | Manchester United | 14              |
| 3       | Fraser Forster   | Southampton       | 14              |
| 5       | Petr Čech        | Arsenal           | 12              |
| 6       | Tom Heaton       | Burnley           | 10              |
| 6       | Joel             | Everton           | 10              |
| 8       | Artur Boruc      | Arsenal           | 9               |
| 8       | Lee Grant        | Stoke City        | 9               |
| 8       | Simon Mignolet   | Liverpool         | 9               |